# Três Forquilhas

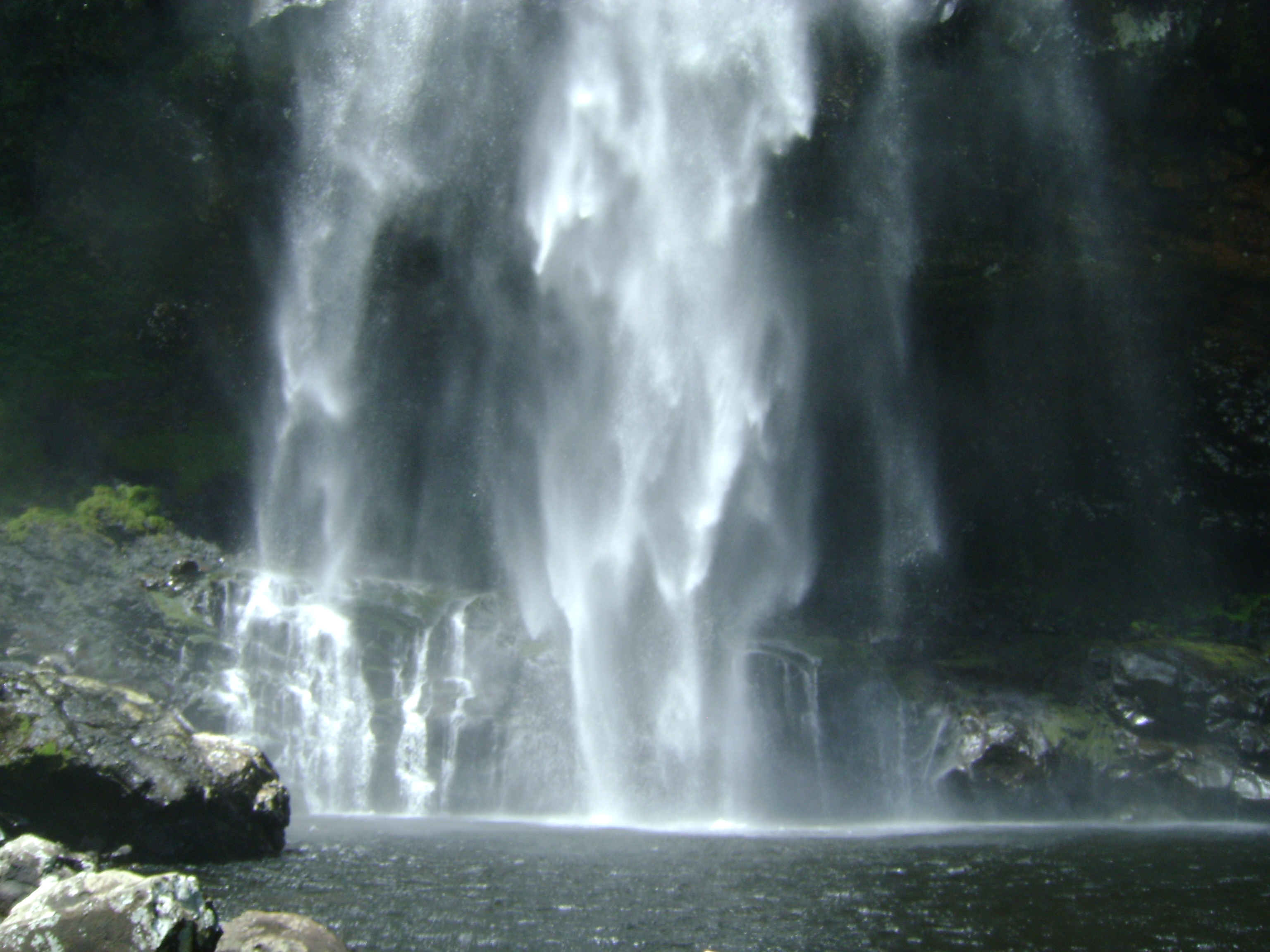
Cascada da Pedra Branca, atracción de Três Forquilhas.

Três Forquilhas es un municipio brasileño del estado de Rio Grande do Sul.
Se encuentra ubicado a una latitud de 29º32'13" Sur y una longitud de 50º03'52" Oeste, estando a una altitud de 15 metros sobre el nivel del mar. Su población estimada para el año 2004 era de 3.229 habitantes.
Ocupa una superficie de 216,76 km².
- Datos: Q1750233
- Multimedia: Três Forquilhas / Q1750233